# Monte San Savino
Monte San Savino là một đô thị và thị xã của Ý. Đô thị này thuộc tỉnh Arezzo trong vùng Toscana. Monte San Savino có diện tích 89,61 km2, dân số theo ước tính năm 2005 của Viện thống kê quốc gia Ý là 8456 người. 
Các đơn vị dân cư:
Đô thị Monte San Savino giáp với các đô thị: